# Игнатавичус, Стасис
Стасис Игнатавичус (10 октября 1920—27 апреля 1997) — инженер-механик, политзаключённый ГУЛАГа, фактический руководитель забастовочного комитета в 3-м лаготделении Речлага во время Воркутинского восстания.

## Биография
Родился в 10 октября 1920 году в деревне Зачижо Расейнского уезда Литовской республики. Отца звали Иозаc сын Антанаса Игнатавичус (19 марта 1891—23 февраля 1966), мать — Зофья Игнатавичене, урождённая Пужаускайте (22 марта 1897—27 ноября 1988). Образование незаконченное высшее. Работал инженером-механиком. Участник литовского национального движения.
Арестован 28 ноября 1944 года. 10 октября 1945 года осуждён Военным трибуналом войск НКВД Литовской ССР по статье 58-1 «а» (измена родине) и 58-11 (антисоветская организация) УК РСФСР к 15 года каторжных работ.

В 1953 году находился в 3-м отделении Речлага, обслуживающим шахтуправление № 2 (ШУ-2) (Аяч-яга), шахты № 12, № 14, № 16. 24 июля 1953 Игнатавичус прекратил работу и именно он, по мнению следствия, был инициатором организации «Комитета» забастовщиков в 3-м лаготделении. На суде он пояснил: 

26 июня 1953 г. в лаготделении была стрельба... было убито 2 человека, заключённые не довольствовались этим [так в тексте — ВП], тогда я выступил перед заключёнными в 21 бараке и просил ... собрать старост и создать комитет, который создаст порядок в лагере... должны быть выбраны два заместителя председателя и один председатель, а я был как технический работник.
Кандидатуру Колесникова на пост председателя "Комитета" я выдвинул потому, что он в лагере имел авторитет среди заключённых, его звали полковником. <..> Я искал авторитетного человека, а он бывший подполковник авиации и заключенные ему верили.
 Таким образом, именно Игнатавичус пригласил на это собрание Колесникова, хотя тот старостой барака не был, и на собрании 27 июля неожиданно для Колесникова предложил его избрать на пост председателя комитета, выделив ему двух заместителей Ю. А. Прасолова и П. Л. Ковалёва.
Избранный заключёнными Комитет занимался изготовлением и распространением среди заключенных листовок, призывающих к продолжению забастовки. Игнатавичус, вместе с Колесниковым и Ковалёвым обратились к начальнику лаготделения майору И. П. Шевченко с просьбой убрать решётки с окон бараков, не запирать двери бараков на ночь и обеспечить приезд правительственной комиссии, со своей стороны обещали, что люди будут выходить для поддержания шахт, если их не будут преследовать. Сам председатель Комитета на предложение Игнатавичуса выступить перед комиссией МВД ответил отказом. По мнению Эдвардаса Бурокаса, знавшего Игнатавичуса по Речлагу, он был фактическим главой комитета, кроме того ему удалось создать надежную сеть ячеек комитета во всех бараках лаготделения.
17 августа 1953 года Игнатавичус вместе с другими руководителями забастовки вновь арестован прямо в лагере. Их поместили в следственный изолятор 8-й шахты, то есть каторжанского 9-го лаготделения Речлага. 9 сентября 1953 года лагерный суд Воркутинского ИТЛ осудил его за участие в забастовке по статьям 58 п. 11 и 58, п. 14 УК РСФСР на 25 лет ИТЛ и 5 лет поражения в правах.
24 июля 1954 года при пересмотре дела заключением прокуратуры Коми АССР решение суда в отношении Игнатавичуса, Ковалёва и Прасолова, было оставлено в силе. В отношении Колесникова, получившего такой же срок, решение суда было отменено со ссылкой на то, что его первое дело прекращено ещё 31 октября 1953 года и таким образом он был водворён в ИТЛ незаконно. Но, по-видимому, позже это решение было отменено, так как в январе 1955 прокуратура СССР подготовила проект протеста, в котором дело переквалифицировалось по статье 59-2 (бандитизм) УК РСФСР, Игнатавичусу и Ковалёву срок снижался до 10 лет, а Колесникову и Прасолову до 5. На документе указано особое мнение Н. В. Вавилова: «Не согласен, учитывая, что по делу проходят опасные государственные преступники…». 28 января 1955 года подготовлен новый протест в отношении лишь Колесникова, Ковалёва и Прасолова. И только 17 августа 1956 года Пленум Верховного Суда СССР отменил этот приговор и прекратил дело всех четырёх осуждённых. Был переведён в лагпункт № 62 с особо строгим режимом.
В 1954—1955 годах во многих лагпунктах Воркутлага были созданы подпольные комитеты Союза борьбы за свободы Литвы", в ОЛП № 62 таким комитетом по данным руководил Игнатавичус.
В 1955 году в режимном ОЛП Воркутлага № 62 выпускалась подпольная газета на русском языке «Северное сияние» под редакцией Емельяна Репина, в подготовке выпусков участвовал и Стасис Игнатавичус.

В том же лагпункте в 1955 году был создан повстанческий комитет, который готовил новую забастовку. Его председателем был Игнатавичус. Под псевдонимом «Миндаугас» он написал воззвание ко всем политзаключенным Воркуты и Инты. Краткое содержание воззвания таково: 
Запад на Ялтинской конференции 1945 года нас [литовцев] предал. Прошло десять лет, но мы не прекратили борьбы ни на Родине, ни в лагерях, поэтому обращаемся к литовцам, эстонцам, белорусам и украинцам, призывая их присоединиться к всеобщей забастовке 1955 года. Мы можем пойти на компромисс, соглашаясь работать в неволе на Родине, но здесь [на Воркуте и в Инте] только свободными людьми. Призываем к солидарности заключенных других национальностей, потому что, будучи свободными мы сможем помочь и им. Восстание должно быть мирным, любыми способами избегать конфликта с ЧК. При опасности расправы с заключенными, как в 1953 году – восстание прекратить. И предупредить чекистов – если произойдут кровавые события, заключенные сделают все, чтобы угледобывающие шахты Воркуты были не пригодны к эксплуатации 100 лет.
Стасис Игнатавичус был этапирован в Старую Руссу до начала забастовки, но она все же состоялась и без него. Этот этап был связан со следующим лагерным делом Игнатавичуса. Оказывается 21 марта 1955 года он написал анонимное письмо в адрес епископа римской католической церкви в Литве Палтарокаса, в связи с тем, что последний поставил свою подпись под Обращением Всемирного Совета Мира с призывом к народам мира вести борьбу за запрет атомного и термоядерного оружия. Как сказано в документах ГУЛАГа, Игнатавичус высказал «резкие террористические угрозы» в адрес «руководителя католической церкви Литвы». По этому делу 24 февраля 1956 года Игнатавичус был приговорён Новгородским городским судом по статье 58-10 ч. 1 УК РСФСР к 10 годам ИТЛ. В это время он находился в тюрьме № 4 в городе Старая Русса.
19 мая 1956 года приговор Особого совещания по делу В. Д. Колесникова, С. И. Игнатавичуса, П. Л. Ковалёва и Ю. А. Прасолова, то есть о Воркутинском восстании в 3 лаготделении Речлага, был отменён определением Судебной коллегии по уголовным делам Верховного суда СССР.
4 октября 1956 года этапирован в Минлаг в Инте Коми АССР. 16 февраля 1957 года в лаготделении № 5 Инты начато издание подпольной печатной газеты «Laisvės varpas» (Колокол Свободы), в издании участвовал Игнатавичус.
18 августа 1958 года этапирован в Озерлаг (г. Тайшет). В январе 1959 года находился в лаготделении Вихоревка Озерлага. Вышел на свободу 13 августа 1960 года.
Вернулся на родину[когда?]

.
Скончался 27 апреля 1997 года, похоронен в Вильнюсе.

## Семья
- Жена — Александра Игнатавичене (урождённая Игнатавичюте, 1 января 1922—декабрь 1997), в первом браке замужем за Иозасом Милюнасом, с ним двое детей. Во втором браке жена Стасиса Игнатавичуса, с ним один ребёнок[1]
  - Трое детей, из них двое приёмные.
- Сестра — Евгения в замужестве Ляуданскене (3 июля 1923—13 июня 1976)[1]
- Сестра — София в замужестве Стримаитене (1 ноября 1924—23 октября 1976)[1]
- Брат — Альгис Игнатавичюс (4 октября 1934—6 февраля 1949)[1]
- Сестра — Гражина в замужестве Шацкувене (6 мая 1937—30 августа 2016)[1]
- Сестра — Алдона в замужестве Станкайтене (16 февраля 1938—27 августа 2008)[1]

## Комментарии
1. ↑  Такова транскрипция места рождения С. И. Игнатавичуса в документах ГУЛАГа[2]. То, что речь идёт о вымершей в настоящее время (с 2001 года 0 жителей) деревне Зачишяй (Začišiai[лит.]) в Бятигальском старостве подтверждают документы из собрания "Музея оккупаций и борьбы за свободу"[3].
2. ↑  26 июля 1953 в 16 часов 20 минут заключенные 3-го лагерного отделения попытались освободить активных участников забастовки из БУРа. Охрана лагеря открыла стрельбу. Заключённым удалось освободить все 77 человек. Но двое погибли: один заключённый из Западной Украины во время нападения на БУР и находившийся у себя в бараке литовец Витаутас Макнявичюс, ещё двое были ранены. Комитет заключенных организовал торжественные похороны обоих погибших[6][7]. Это были первые жертвы во время Воркутинского восстания.
3. ↑  Однако находившийся во время Воркутинского восстания в 3-м лаготделении Речлага американец Джон Нобл в своих мемуарах пишет, что стаченый комитет в их лагере возглавил и вёл переговоры Гуревич, русский еврей, бывший советский дипломат в Париже, арестованный вскоре после войны[9]. Заграничный украинский исследователь ГУЛага Андрей Микулин уточняет это  сообщение так: "Американец Джон Нобл, вернувшийся в январе 1955 г. в США из Воркуты, где участвовал в забастовке на шахте лаготеделения 3, был убеждён, что забастовкой в том лагере руководил будто бы Гуревич, бывший атташе советского посольства в Париже. («Нью-Йорк Таймс», апрель 1955 г.). Однако Гуревич, находясь в лагерях, давно уже был известен подпольной организации как опасный сексот. Когда случилось восстание, его приперли к стене и поставили перед выбором: либо передавать требования узников администрации лагеря, взяв на себя все риски, либо смерть на месте. Гуревич выбрал жизнь и, исполнив с огорчением свою миссию, исчез без всякого следа"[10]. Вероятно, речь идёт о бывшем сотруднике ГРУ А. М. Гуревиче, который во время Воркутинского восстания находился в 3-м лаготеделении Речлага. О причинах ареста, о своей работе в ГРУ и "Красной капелле" солагерникам Гуревич не рассказывал, в своих мемуарах о восстании он пишет очень сдержанно, хотя отмечает, что после него был этапирован в штрафной лагпункт, где провёл на 3 месяца. По его словам, причины такого наказания ему были неясны, так как в волнениях он активного участия не принимал[11].
4. ↑  В источнике транскрипция фамилии епископа приведена с ошибкой — Палторокас. Вероятно, речь идёт об "Обращении к народам мира 19 января 1955 года", оно же "Венское обращение Всемирного Совета Мира против подготовки атомной войны"[17]. Точных данных о подписании епископом Казимирасом Палтарокасом этого письма найти не удалось, но в июне 1952 года он подписал "Обращение к церквам, религиозным объединениям, духовенству и верующим всех религий всего мира и приветственное письмо И. В. Сталину"[18]